# Campaña de Borneo (1941-1942)
La Campaña de Borneo, también conocida como la Batalla de Borneo, fue una exitosa campaña militar conducida por las fuerzas imperiales japonesas para controlar la isla de Borneo y se concentró principalmente en la subyugación del Reino de Sarawak, Borneo del Norte y la parte oeste de Kalimantan que en ese entonces formaba parte de las Indias Orientales Neerlandesas. El 35.º ejército fue la unidad principal japonesa durante esta misión, liderada por el Mayor general Kiyotake Kawaguchi.

## Contexto histórico
En 1941, Borneo fue dividido entre las Indias Orientales Neerlandesas y los protectorados (Borneo del Norte, Sarawak y Brunéi) y colonias (Labuan) británicas.
Los llamados "Rajás Blancos", la familia Brooke, que había dominado Sarawak en el noroeste de Borneo por casi un siglo, primero como Rajás bajo el Sultanato de Brunéi (para ese entonces un pequeño pero poderoso estado rodeado por el territorio de Sarawak), y desde 1888 como un protectorado del Imperio Británico. El noreste de la isla comprendía Borneo del Norte, desde 1882 otro protectorado británico bajo el control de la Compañía Británica de Borneo del Norte. Cerca de allí, separada de la isla principal, se encontraba la pequeña colonia británica de Labuan.
El resto de la isla -conocida en su totalidad como Kalimantan- estaba bajo control neerlandés. Los Países Bajos fueron invadidos por la Alemania Nazi en 1940. Sin embargo, fuerzas libres neerlandesas -principalmente la Armada Real de los Países Bajos y los 85.000 hombres del Ejército Real de las Indias Orientales Neerlandesas (KNIL, incluyendo un pequeño grupo aéreo)- continuó luchando, repartido por todas las Indias Orientales Neerlandesas, y para diciembre de 1941 bajo un embriónico y algo caótico mando conjunto aliado que se convirtió en el Comando Americano-Británico-Holandés-Australiano (ABDACOM).

## Antecedentes del conflicto
El Pacto Tripartito entre las tres potencias del Eje - Alemania, Japón e Italia - garantizaba el apoyo mutuo entre ellos, y este rindió frutos para Japón en julio de 1941 cuando los nazis obligaron a la Francia de Vichy a ceder la Indochina Francesa (hoy en día Vietnam, Laos y Camboya) a Japón. Esto le dio a Japón acceso terrestre a China continental, donde se encontraba en medio de una intervención militar y desde 1937, luchando una invasión total en contra de las fuerzas aliadas (temporalmente) del Kuomintang y el Partido Comunista de China. También dio al Imperio Japonés una costa que se encontraba de frente a Sarawak y Borneo del Norte a través del Mar de China. Japón volcó su atención de la guerra en China hacia objetivos estratégicos en el Pacífico y las Indias Orientales Neerlandesas. En diciembre de ese año, Japón bombardeó las posesiones estadounidenses en Hawái y las Filipinas, declarando la guerra a los Estados Unidos y finalmente precipitando la declaración de guerra de Alemania contra los americanos de acuerdo al pacto.
Con su rico potencial para la explotación de petróleo, como ser en Tarakan, Balikpapan y Banjarmasin, Borneo se convirtió en uno de los principales objetivos para Japón, y uno que se encontraba muy mal resguardado. Con una escasez crónica de recursos naturales, Japón necesitaba una fuente segura de combustible para poder ejercer la presión necesaria para convertirse en la mayor potencia del Pacífico. Borneo también se encontraba en el medio de las principales rutas marinas entre Java, Sumatra, Malaya y Célebes. El control de estas rutas era vital para asegurar el territorio.

## Fuerzas defensoras en Sarawak y Borneo del Norte
Los principales objetivos eran los pozos petroleros de Miri en la región de Sarawak y de Seria en Brunéi. El petróleo era refinado en Lutong, cerca de Miri. A pesar de ser una rica fuente de petróleo, la región de Sarawak no tenía fuerzas navales o aéreas para defenderla. Solo a finales de 1940 el mariscal de campo del Aire Sir Robert Brooke-Popham ordenó al 2.º Batallón del 15.º Regimiento Punjab, una batería pesada de 150 mm de la Artillería Real de Hong Kong-Singapur, y un destacamento de la 35.ª Compañía Fortaleza (Ingenieros Reales) a que se posicionen en Kuching. Hacían un total de 1.050 hombres. Además, el gobierno de Brooke, el Rajá Blanco, también organizó a los Sarawak Rangers. Esta fuerza consistía de unos 1.500 hombres, principalmente de la etnia Iban y de la tribu Dayak. Todas estas fuerzas estaban comandadas por el comandante británico teniente coronel C.M. Lane y era conocida como "SARFOR" (Fuerza Sarawak).
Luego de que llegaran las noticias del ataque en Pearl Harbor el 8 de diciembre de 1941, el gobierno de Brooke ordenó que los pozos petroleros de Miri y Seria y la refinería de Lutong sean demolidos rápidamente.

## Fuerzas defensoras en Singkawang y Pontianak (Indias Orientales Neerlandesas)
Las fuerzas neerlandesas tenían una importante pista de aterrizaje en Singkawang llamada Singkawang II, la cual era defendida por 750 soldados holandeses.
El Grupo de Aviación Naval Neerlandés GVT-1 con tres hidroaviones Dornier Do 24K se encontraba localizado en Pontianak junto con una guarnición del KNIL, comandada por el teniente coronel Dominicus Mars, y contaba con aproximadamente 500 hombres.
Las fuerzas en Borneo Occidental consistían de las siguientes unidades:
- Batallón de la Guarnición del KNIL en Borneo Occidental.
- Compañía de Infantería Stadswacht (aproximadamente 125) en Pontianak
- Batería Antiaérea (dos de 40 mm) además de algunas ametralladoras antiaéreas
- Pelotón Móvil Auxiliar de Primeros Auxilios
- Destacamento Stadswacht (aproximadamente 50 hombres) en Singkawang
- Destacamento Stadswacht en Sintang

El pueblo de Pontianak fue ocupado por los japoneses finalmente el 29 de enero de 1942.

## Desembarco japonés y la batalla

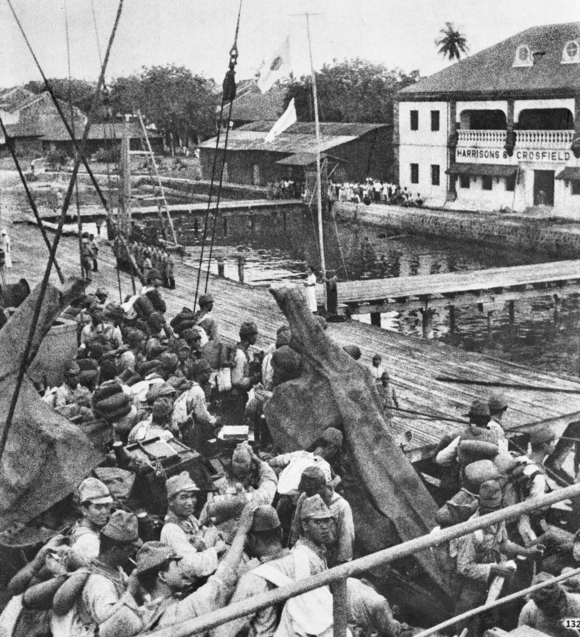
Japoneses desembarcando en la costa oeste de Borneo del Norte en 1942.

La fuerza principal de invasión japonesa -comandada por el Mayor general Kiyotake Kawaguchi- consistía en unidades de Cantón, sur de China:
- Cuartel de la 35.ª Brigada de Infantería
- 124.º Regimiento de Infantería de la 18.ª División Japonesa
- 2.ª Fuerza de Desembarco Naval Yokosuka
- 4.ª Fuerza Naval de Construcción
- 1 Pelotón del 12.º Regimiento de Ingeniería
- 1 Unidad de la 18.ª División de Unidades de Señal
- 1 Unidad de la 18.ª División de Unidades Médicas
- 4.º Hospital de Campo, 18.ª División
- 1 Unidad de la 11.ª Unidad de Suministro y Purificación de Agua

El 13 de diciembre de 1941, el convoy de invasión de japonesa partió de la bahía de Cam Ranh en la Indochina Francesa, siendo escoltada por el crucero Yura (al mando del contraalmirante Sintaro Hashimoto) con los destructores de la 12.ª División de Destructores, Murakumo, Shinonome, Shirakumo y Usugumo, el caza-submarinos Ch 7 y el barco de carga de aviones Kamikawa Maru. Diez buques de transporte llevaron al Cuartel 35.º de la Brigada de Infantería bajo el mando del Mayor general Kiyotake Kawaguchi. La fuerza de apoyo -comandada por el contraalmirante Takeo Kurita- consistía de los cruceros Kumano y Suzuya y los destructores Fubuki y Sagiri.
Las fuerzas japonesas tenían planeado capturar Miri y Seria, mientras que el resto capturaría Kuching y las pistas de aterrizaje cercanas. El convoy alcanzó tierra sin ser detectado, y al amanecer del 15 de diciembre de 1941, dos unidades desembarcaron y aseguraron Miri y Seria con tan solo una leve resistencia por parte de las fuerzas británicas. unas horas después Lutong también fue capturado.
Mientras tanto, el 31 de diciembre de 1941, la fuerza bajo el mando del teniente coronel Watabe avanzó hacia el norte para ocupar Brunéi, la Isla Labuan y Jesselton (ahora llamado Kota Kinabalu). El 18 de enero de 1942, usando pequeños barcos pesqueros, los japoneses desembarcaron en Sandakan, la sede de gobierno británica de Borneo del Norte. La Policía Armada de Borneo del Norte, con tan solo 650 hombres, opuso tan solo una leve resistencia a la invasión japonesa. En la mañana del 19 de enero, el gobernador Charles Robert Smith dimitió, entregando Borneo del Norte Británico a los japoneses y fue encarcelado junto con otros.
Luego de asegurar los pozos petroleros, el 22 de diciembre, la fuerza de invasión principal se dirigió hacia el oeste hacia Kuching. La fuerza aérea japonesa bombardeó la pista de aterrizaje de Singkawang para prevenir un ataque por parte de los Países Bajos. Luego de los buques de escolta alejaran a un solitario submarino holandés, la fuerza de invasión japonesa entró por la desembocadura del río Santubong el 23 de diciembre. El convoy llegó por el Cabo Sipang y las tropas cargadas en veinte transportes y comandadas por el Coronel Akinosuke Oka desembarcaron a las 04:00 en la mañana siguiente. Aunque el 2.º Batallón, 15.º Regimiento Punjab, resistió el ataque, pronto fueron abrumados por la superioridad numérica japonesa y se vieron obligados a retirarse hacia el río. Para el final de la tarde, Kuching estaba en manos japonesas.
Aproximadamente a las 16:40 del 25 de diciembre, tropas japonesas capturaron exitosamente la pista aérea de Kuching. El Regimiento Punjab se retiró a través de la jungla a la región de Singkawang. Luego de que Singkawang fue asegurado el 29 de diciembre, el resto de las tropas británicas y holandesas se retiraron aún más hacia el sur dentro de la jungla con esperanzas de llegar a Sampit y Pangkalanbun, donde se encontraba una pista de aterrizaje holandesa en Kotawaringin. El sur y el centro de Kalimantan fueron tomados por la armada japonesa luego de una serie de ataques desde el este y el oeste. Luego de diez semanas en las montañas cubiertas de selva, las tropas aliadas se rindieron el 1 de abril de 1942.